# Jardins de poussière
Jardins de poussière est un recueil de 25 nouvelles de science-fiction de Ken Liu, paru en 2019 au Bélial'. Il a été réédité en 2021 chez Folio SF. Les nouvelles ont été sélectionnées par Ellen Herzfeld et Dominique Martel, et traduites par Pierre-Paul Durastanti.

## Critiques littéraires
Le recueil a fait l'objet d'une critique dans Bifrost n°97 sous la plume d'Éric Jentile (janvier 2020).
Le recueil a aussi été critique par Nicolas Skinner sur son site de critique, avec un résumé des 25 nouvelles.

## Nouvelles
- Le Jardin de poussière (The Dust Garden), 2014
- La Fille cachée (The Hidden Girl), 2017
- Bonne chasse (Good Hunting), 2012
- Rester (Staying Behind), 2011
- Ailleurs, très loin de là, de vastes troupeaux de rennes (Altogether Elsewhere, Vast Herds of Reindeer), 2011
- Souvenirs de ma mère (Memories of My Mother), 2012
- Le Fardeau (You'll Always Have the Burden with You), 2012
- Nul ne possède les cieux (None Owns the Air), 2014
- Long-courrier (The Long Haul), 2014
- Nœuds (Tying Knots), 2011
- Sauver la face (Saving Face), 2011
- Une brève histoire du Tunnel transpacifique (A Brief History of the Trans-Pacific Tunnel), 2013
- Jours fantômes (Ghost Days), 2013
- Ce qu’on attend d’un organisateur de mariage (What Is Expected of a Wedding Host), 2014
- Messages du Berceau : L’ermite – Quarante-huit heures dans la mer du Massachusetts (Dispatches from the Cradle: The Hermit - Forty-Eight Hours in the Sea of Massachusetts), 2016
- Empathie byzantine (Byzantine Empathy), 2018
- Dolly, la poupée jolie (Build-a-Dolly), 2013
- Animaux exotiques (Exotic Pets), 2012
- Vrais visages (Real Faces), 2012
- Moments privilégiés (Quality Time), 2018
- Rapport d’effet à cause (Effect and Cause), 2013
- Imagier de cognition comparative pour lecteur avancé (An Advanced Readers' Picture Book of Comparative Cognition), 2016
- La Dernière semence (The Last Seed), 2011
- Sept anniversaires (Seven Birthdays), 2016
- Printemps cosmique (Cosmic Spring), 2018